# Российско-азербайджанская граница
Российско-азербайджанская граница (азерб. Azərbaycan–Rusiya sərhədi) — современная сухопутная межгосударственная граница между Россией (Дагестаном) и Азербайджаном. Протяжённость — 327,6 км (в том числе речная 55,2 км, сухопутная 272,4 км) на материке и 22,4 км морской (озерной) границы. На границе расположена крайняя южная точка РФ. До 1991 года была границей между РСФСР (в том числе Дагестанской АССР) и Азербайджанской ССР. Автомобильное, железнодорожное и пешеходное сообщение между Россией и Азербайджаном осуществляется через несколько контрольно-пропускных пунктов. Граница разделяется на три участка — горный, предгорный (проходит по реке Самур) и низинный (дельта реки Самур в Прикаспийской низменности). На равнинных участках граница оборудована техническими средствами заграждения: колючая проволока, датчики и камеры видеонаблюдения.
В прошлом граница включала два российских эксклава Храх-Уба и Урьян-Уба, населённых лезгинами и ранее окружённых территорией Азербайджана.
Граница установлена договором, подписанным в Баку 3 октября 2010 года. Он вступил в силу в день обмена ратификационными грамотами (18 июля 2011 года).
Проведённая линия границы вызвала в России критику депутатов Госдумы от КПРФ; глава Дагестана заявил, что «Дагестан не то что ничего не потерял, а приобрел гораздо больше» .
Остро стоит вопрос раздела вод реки Самур, интенсивно используемых для орошения. Для обеспечения маловодных районов в 1952 году, по ходатайству Азербайджанской ССР, на территории Магарамкентского района Дагестанской АССР был выделен участок земли под строительство гидроузла и водозаборных сооружений Самур-Дивичинского (позже Самур-Апшеронского) канала (административная граница проходила по правому берегу реки, и весь гидроузел располагался на территории Дагестана). Деньги на строительство были выделены Советом Министров СССР. Строительство было закончено в 1956 году. После распада СССР Самурский гидроузел был объявлен собственностью Азербайджана (хотя располагался на территории РФ).
С начала 1990-х годов встала проблема по делимитации границы между Россией и Азербайджаном, а также Дагестаном стал подниматься вопрос о равном делении водных ресурсов реки Самур. Такая постановка вопроса категорически отвергалась азербайджанской стороной, мотивировавшей свой отказ дефицитом питьевой воды в городах Баку и Сумгаит, а также экономическими потерями от сокращения поливных земель в приморской низменности. Азербайджан, наоборот, собирался увеличить водозабор из Самура, для чего в 2008 году были начаты работы по реконструкции Самур-Апшеронского канала.
28 августа 2010 года было подписано Соглашение № 1416-р о делимитации границы между РФ и РА, а также о рациональном использовании и охране водных ресурсов реки Самур, по которым граница между РФ и РА переносилась с правого берега реки Самур на середину гидроузла и стороны договорились деление водных ресурсов впредь производить в равных долях и установить размер экологического сброса равным 30,5 %.

### Закрытие Российско-азербайджанской границы в 2020 году
С 5 апреля 2020 года власти Азербайджана официально закрыли сухопутные границы с Россией в связи ситуацией с коронавирусом. Это решение неоднократно продлевалось, но с 06:00 часов 28 марта 2023 года разрешен въезд-выезд воздушным транспортом всех иностранных граждан и граждан других стран, постоянно проживающих в этих странах, а также лиц без гражданства в Азербайджанскую Республику. Ограничения на выезд и въезд на территорию Азербайджанской Республики наземным транспортом через сухопутные границы, исключая грузовые перевозки, а также международные и чартерные авиарейсы, продлено до 1 июля 2024 года

## Пограничные пункты
| Россия             | Азербайджан               | Детали        |
| ------------------ | ------------------------- | ------------- |
| Яраг-Казмаляр      | Самур (Золотой Мост)      | автомобильный |
| Тагиркент-Казмаляр | Ялама                     | автомобильный |
| Ново-Филя          | Ширвановка                | пешеходный    |
| Гарах              | Зухул                     |               |
|                    | Ханоба (Хачмазский район) | автомобильный |

## Показатели
Общая пропускная способность составляет 15 млн тонн грузов в год.
Пропускная способность пограничного пункта Тагиркент-Казмаляр составляет 700 тыс. тонн груза в год.
Пропускная способность пункта Ханоба составляет до 1 000 грузовых транспортных средств в оба направления, до 30 автобусов, свыше 1 000 граждан в сутки.
Перевозка грузов автомобильным транспортом между двумя странами по Транспортному коридору Север — Юг  в 2019 году составила 4,5-5 млн тонн.

## Пограничные регионы
Регионы Азербайджана, граничащие с Россией:
- Балакенский район
- Загатальский район
- Гахский район
- Шекинский район
- Огузский район
- Габалинский район
- Гусарский район
- Хачмазский район

 Регион России, граничащий с Азербайджаном:
- Республика Дагестан